# Île de Mai
L'île de Mai est une île de la rivière des Mille Îles. De forme très allongée, elle s'étend sur environ 1,5 km dans l'axe Nord-Sud, avec une largeur moyenne de 200 mètres. Son extrémité nord est reliée à la terre ferme par un pont, tandis que son extrémité sud borde la baie des Grandes Largeurs.
L'île de Mai fait partie de la ville de Boisbriand, dans le district de Filion au Québec.

## Contexte historique: De la seigneurie des Milles-Iles jusqu'à la création de Boisbriand

### Période seigneuriale (1683 - 1854)
L'île fait d'abord partie de la seigneurie des Miles-Îles, octroyée à Michel-Sidrac DuGué de Boisbriand, un capitaine du Régiment de Carignan-Salières, par Louis XIV en 1683. En 1714, comme la seigneurie n'est pas développée, elle retourne à la couronne, qui la redonne à Charles-Gaspard Piot de Langloiserie et Jean Petit. En 1718, la seigneurie est divisée en 2 : la seigneurie Dumont (à partir de l'actuel Saint-Eustache (Québec), s'étendant vers l'ouest) et la seigneurie des Milles-Îles (à partir de l'actuel Boisbriand, s'étendant vers l'est). L'Île de Mai se retrouve donc la seigneurie des Milles-Îles, qui est à ce moment sous la gouverne de Marie-Thérèse DuGué de Langloiserie, veuve de Gaspard Piot de Langloiserie. C'est durant cette période, en 1740, que s'installent les premiers colons.
En 1743, Marie-Thérèse de Langloiserie passe la direction de la seigneurie à sa fille et son gendre, Suzanne Piot de Langloiserie et Jean-Baptiste Céloron de Blainville. Ce sont eux qui font construire en 1750 le manoir seigneurial. Son emplacement exact n'est pas connu, mais l'hypothèse la plus fréquente le situe à l'intersection de Grande-Côte et de l'autoroute 15, dans l'actuel Boisbriand, moins d'un kilomètre à l'est de l'Île de Mai.
À partir de 1768, la veuve de Blainville cède à ses filles, Thérèse et Marie-Hypolite de Blainville, la direction de la seigneurie, maintenant connue comme seigneurie de Blainville. Les deux sœurs et leur conjoint respectifs se divisent la seigneurie en deux en 1792. La division se fait en suivant la Grande Ligne, soit ce qui est maintenant le Boulevard Curé-Labelle. L'île est comprise dans la seigneurie de Thérèse de Blainville, à l'ouest de la lignée. Elle porte le nom de Seigneurie Lamarque, d'après mari décédé de Thérèse de Blainville.
En 1806 Joseph-Hubert Lacroix hérite de la seigneurie qu'il administrait déjà depuis 1791. C'est son fils, Janvier-Domptail Lacroix, qui prend sa relève à son décès en 1821. La seigneurie changera de main une dernière fois en 1846, alors que Georges-Henri Monk en fait l'acquisition. Le régime seigneurial se termine en 1854 pour être remplacé par le régime municipal.
Durant toute cette période, l'île n'est pas simplement laissée à elle-même. Deux activités s'y pratiquent : la coupe du bois et l'agriculture. L'agriculture restera la principale activité pratiquée sur l'île jusqu'en 1875.

### Vers la création de Boisbriand (1854 - 1974)
Sur le plan religieux, en 1836 est fondée la paroisse de Ste-Thérèse. En 1845, la loi créant le système des municipalités est créée, mais ce n'est qu'en 1854 que la municipalité de Ste-Thérèse devient une réalité. Cette municipalité correspond à la paroisse de Ste-Thérèse.
En 1946, la partie de la municipalité la plus près de la Rivière des Mille Îles devient l'entité de Ste-Thérèse-Ouest. Étant dans la rivière, l'Île de Mai se retrouve évidemment dans cette municipalité. Finalement, en 1974, Ste-Thérèse-Ouest devient Boisbriand dans sa forme actuelle.

## Histoire de l'Île de Mai

### Premier propriétaire de l'Île: Pierre Paquette (??? -1841)
Le premier propriétaire connu de l'Île de Mai est Pierre Paquette. Il en fait l'acquisition à l'un des Lacroix. L'Île est une seule propriété (lot 943). En 1823, Pierre Paquette vend l'Île à son fils, Jacques Paquette.

### Ventes et achats de l'Île (1841 - 1923)
Durant cette période, l'île change plusieurs fois de main, sans vraiment se développer. Jacques Paquette cède l'Île de Mai et l'Île Ronde ou Île au Bouleau (maintenant Île Malouin) le 7 avril 1841 à Abraham Dubois, dans un échange de terrain. À ce moment, il existe sur l'île une maison, une grange et d'autres bâtimens en bois. La famille Dubois possède également les terres qui font face à l'île du côté nord. 
Monsieur Dubois vend ensuite les îles à Dame Mary Barnette le 17 mai 1875. L'acte de vente comprend également une entente prévoyant la construction d'un chemin à travers les terres Dubois pour lier l'Île de Mai à la Grande-Côte. Ce chemin devient une réalité en octobre de la même année.
Le 2 novembre de la même année, Dame Mary Barnette vend les îles à John Barkley. Durant les années suivantes, Monsieur Barkley acquiert également l'Île aux Moutons. C'est donc ce lot de 3 îles qu'il cède à Mariam Becker Thomas en 1904. Elle les vend à son tour le 22 juin 1906 à Daniel Hatton.
Après le décès de Monsieur Hatton, sa succession vend les îles à Joseph-Albert Paulhus. La vente est datée du 27 juillet 1914. Finalement, le 22 octobre 1922, Josaphat et Albert Desjardins acquièrent l'Île de Mai et l'île Malouin pour 24 000$. C'est là que débute le développement de l'Île.

### Lotissement et développement (1923 - 1945)

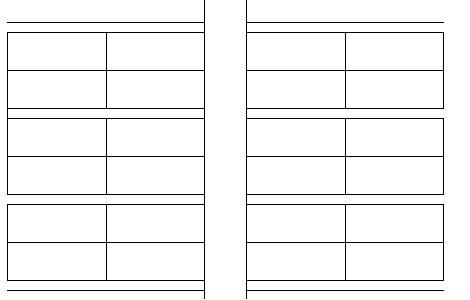
Une partie du plan de lotissement

Dans les jours suivant leur achat, les frères Desjardins achètent d'Oscar et Adrien Chartrand des terres qui leur permettent d'élargir le chemin menant de l'Île à la Grande-Côte. Ils font également construire un pont pour faire le lien avec Boisbriand. Le 30 janvier 1923, le lot formant l'Île de mai est subdivisé en 234 lots de 50 pieds de large par 100 pieds de profondeur. Un chemin principal est tracé au centre de l'île. De chaque côté du chemin, il existe deux lots avant la rivière : l'un collé sur le chemin et l'autre directement sur l'eau. Une ruelle de 15 pieds de large menant de l'eau au chemin principal au centre de l'Île est tracée à tous les 2 lots. Cela permet à chacun d'avoir accès à la rivière est un chemin.
En octobre 1923, Albert Desjardins vend sa part de l'Île à son beau-père, Arthur Mercier. Les lots sont vendus à certaines conditions, dont celles de faire construire un bâtiment d'au moins 1 000 $ sur le terrain, de ne pas construire d'égout se déversant dans la rivière et de ne pas bâtir d'installations à visée commerciales. Sous la propriété du duo Desjardins et Mercier, 28 lots sont vendus. Cela ne signifie toutefois pas 28 habitations puisque certains propriétaires achètent plus d'un lot pour avoir un terrain plus grand. On note également la participation d'Émile Éthier, qui fait construire au moins 6 chalets, pour les revendre une fois la construction terminée.
Le 14 août 1935, JA Paulhus récupère l'Île en dation en paiement. Durant les 9 années suivantes, il vendra 145 lots. Il se départ des lots restants et des installations communes (pont, chemin et puits) en novembre 1944 au profit de Gaston Dupré pour un montant de 6 000 $. Ce dernier revend le pont et le chemin à la municipalité (Corporation municipale de Ste-Thérèse-Ouest) pour un montant de 10 500 $ en 1945.
Gaston Dupré termine la vente des 61 lots restants et le développement du chemin vers l'extrémité ouest. À ce point, l'Ile de Mai devient une partie de Sainte-Thérèse à part entière. À partir de 1974, on parlera plutôt d'une partie de Boisbriand.

## Vivre sur l'Île de Mai

### Début de la villégiature (1923 - 1951)
Les premiers villégiateurs sont liés aux propriétaires, soit Arthur Mercier (l'un des deux propriétaires de l'Île) et Joseph Senécal (oncle d'Albert Desjardins). Ce sont des résidences secondaires construits principalement pour l'été. En 1926, il existe 5 chalets sur l'Île, dans l'extrémité nord (près du pont). En plus des résidences secondaires construit par certaines familles, d'autres chalets sont construits pour être loués.
En 1929, on compte 13 familles sur l'Île. Ce nombre ne nécessite pas d'organisation formelle des activités sur l'Île. Les principaux divertissements de l'époque sont le croquet, le tennis (sur des terrains privés) et les activités nautiques. Le premier groupe organisé d'activité est le Club nautique des Miles-Iles, fondé en 1944. Le groupe n'est pas exclusif à l'Île de Mai, mais gravite beaucoup autour de cette dernière. De 1945 à 1960, ce groupe organise la parade des bateaux, précédée, à partir de 1948, de la bénédiction des embarcations. Le Club réussit également à être proche des politiciens fédéraux, ce qui l'aidera dans ses démarches de dragage de la rivière. Le dragage et la canalisation seront faits en deux phases (1947 et 1951) et les premières bouées seront installées en 1950. L'objectif du Club nautique des Mille-Îles était également de faire ouvrir un passage jusqu'à lac des Deux-Montagnes, mais il n'y parvint pas.

### Les Sportifs de l'île de Mai (1951-1974)
Le 20 novembre 1950 est enregistrée l'Association des sportifs de l'île de Mai, qui sera le début d'une organisation formelle des loisirs et activités sportives sur l'île. L'association est d'abord une corporation en capital-actions. Celle-ci radiée pour des raisons administratives et deviendra, le 18 juillet 1977, un organisme à but non lucratif. À partir de 1968, l'association reçoit une cotisation des résidents membres et une subvention de la ville de Boisbriand pour entretenir les équipements et organiser des activités.

## Ressources communautaires et association des Sportifs de l'Île de Mai

### Tennis
Le premier terrain de tennis est construit en 1949, en terre battue. Il se trouve dans la partie est de l'Île, près du pont. À ce niveau, l'Île est plus large, il est donc au milieu de l'Île, contournée par la route de chaque côté. La surface serait modifiée pour faire place à un terrain en asphalte en 1984, grâce à une subvention du gouvernement fédéral de 20 000 $. Un éclairage est également disponible pour les parties en soirée.

### Les Sportifs de l'Île de Mai
Durant plusieurs années, un ou deux moniteurs, dont André Kimpton, s'occupent de l'animation du chalet de l'île durant l'été. L'Association des sportifs de l'île de Mai organise également quelques activités, selon les années et la participation des habitants : déjeuner d'ouverture et de clôture, partie d'huitre, épluchette de blé d'inde.
Présidents de l'Association 
| Président           | Période           |
| ------------------- | ----------------- |
| Maurice Kimpton     | 1951              |
| Marcel Parthenais   | 1958              |
| Alcude Séguin       | 1962-63           |
| Édouard Latreille   | 1964-73           |
| Roland Bouthillette | 1973-74, 1976-77  |
| Claude Roberge      | 1980              |
| Jacques Couture     | 1983              |
| Yves Sansoucy       | 1984              |
| Yves Lefebvre       | 2018 -aujourd'hui |